# Turkish Star Trek
Pour plus de détails, voir Fiche technique et Distribution.
Turkish Star Trek (Turist Ömer Uzay Yolunda) est un film turc réalisé par Hulki Saner en 1973.
Il a été depuis qualifié de nanar.